# Météorologie agricole
La météorologie agricole, ou agrométéorologie, est une spécialité à la rencontre de la météorologie et de l'agronomie, qui étudie l'action des facteurs météorologiques, climatologiques et hydrologiques en vue d'améliorer la gestion des exploitations agricoles et les conditions de développement du milieu rural. Cette spécialité vise en particulier l'exploitation de ces données en temps réel pour optimiser les décisions sur le traitement des cultures, sur l'anticipation de l'éclosion des insectes ravageurs et l'irrigation. 

## Données

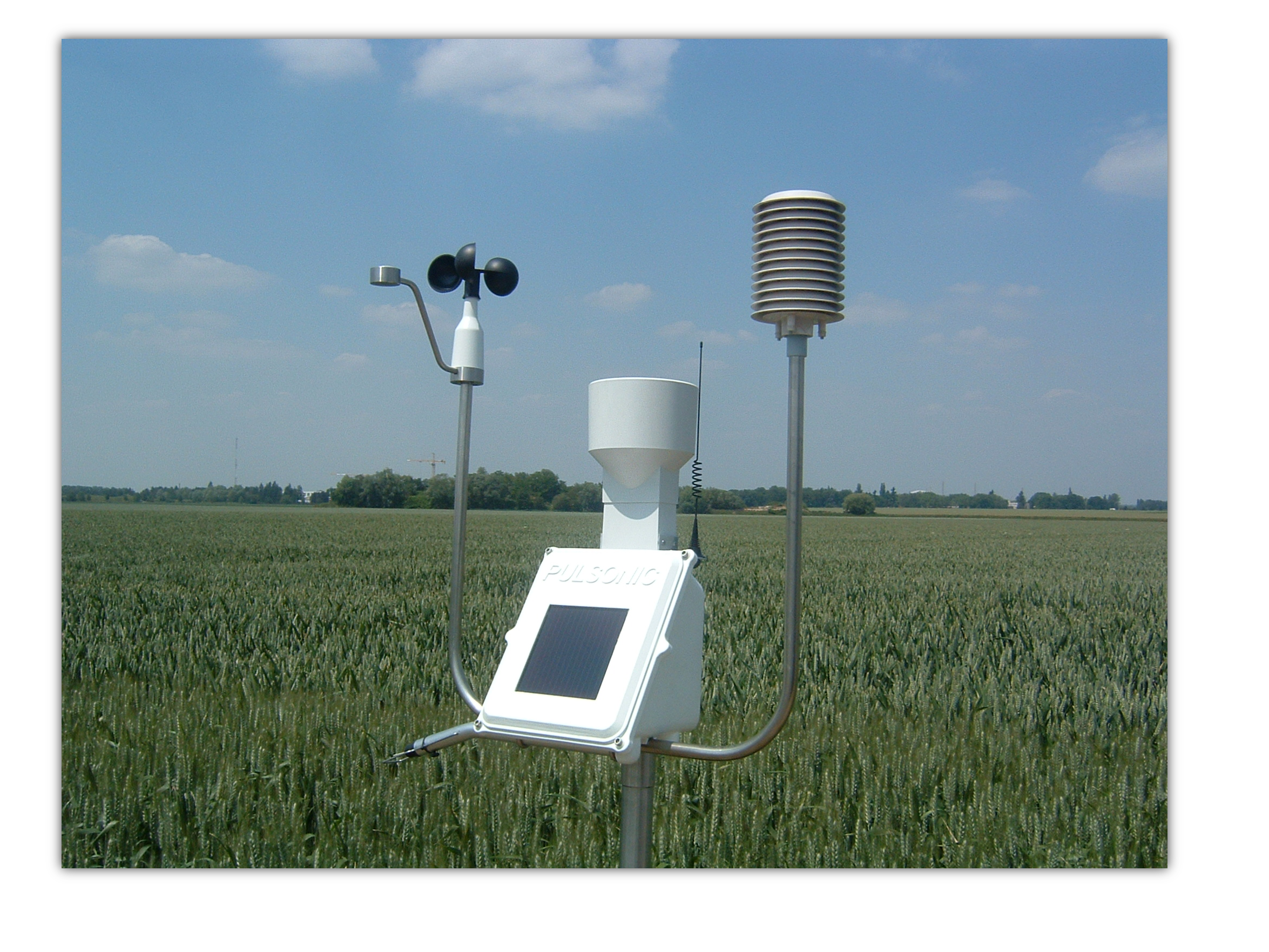
station météorologique agricole

Le climat est étudié grâce à la présence de capteurs dans l’abri météorologique d’une station agro-météorologique. Les données importantes sont :
- Température minimale et maximale par thermomètre
- Humidité par psychromètre
- Vents
- Indice d'assèchement
- Couverture nuageuse et ensoleillement (par capteurs de rayonnement ou observation humaine)
- Quantité de pluie tombée et à venir
- Gel

## Utilisations

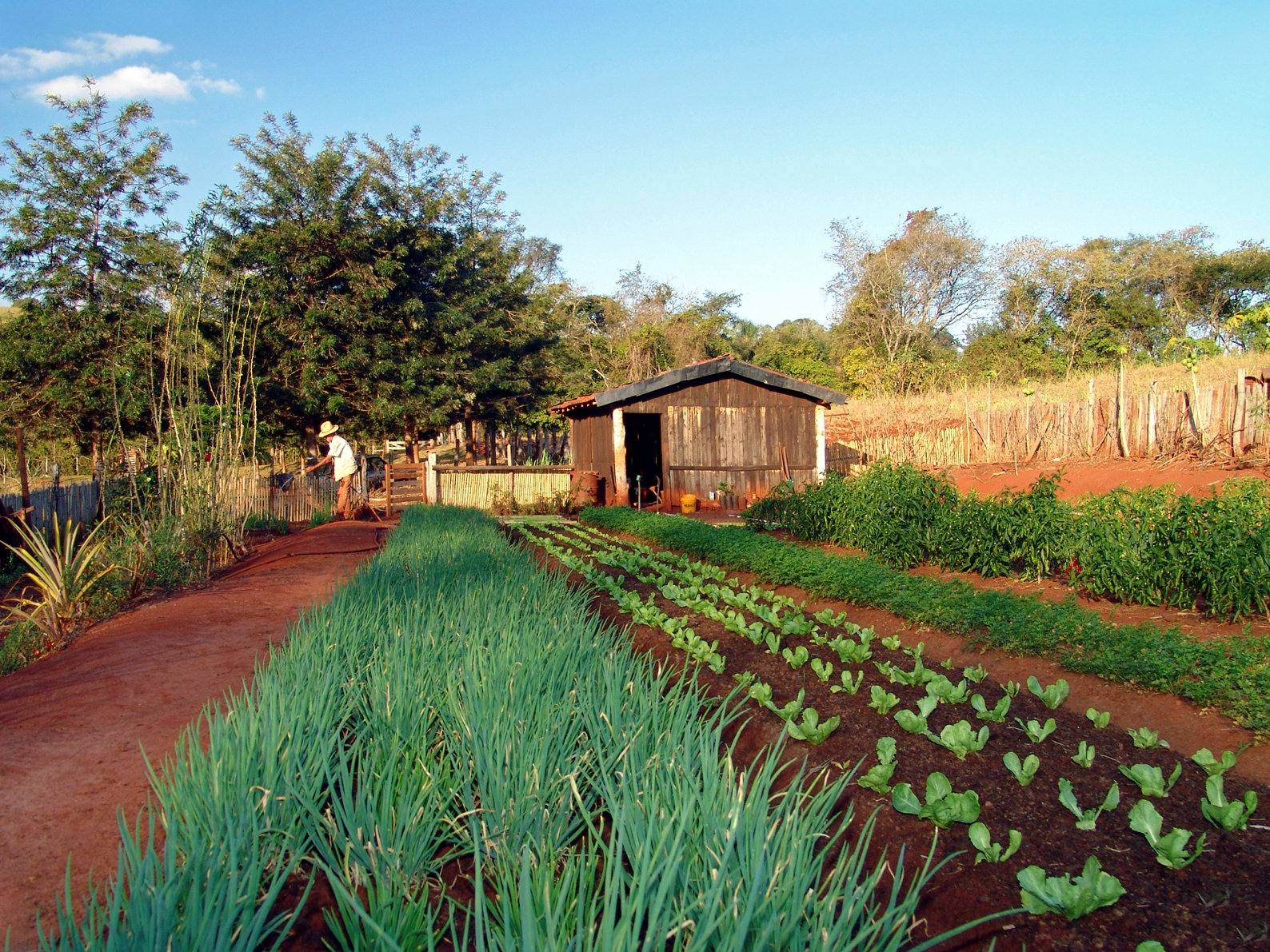
Horticulture.

La qualité et la quantité de nombreux produits de l'agriculture, de l'horticulture, de la sylviculture et de l'élevage sont étroitement dépendantes des conditions climatiques. De plus, la prolifération des insectes ravageurs, des maladies des plantes et de champignons dépend des conditions météorologiques. 
En disposant des stations de prise de mesures à plusieurs endroits dans une région agricole, on peut mesurer les gradients  de température et de point de rosée à chaque station et entre les stations. L'utilisation d'un fluxmètre permet alors de calculer en temps réel les termes du bilan d'énergie qui donnent l'évapotranspiration des plantes. La connaissance des précipitations et l'évaluation de la charge humide des sols permettront à leur tour de calculer le bilan hydrique. On aboutit ainsi à la description à un instant donné de l'état d'une culture qui permettent d'optimiser la production agricole.
Les variations des conditions entre les différentes parcelles de terrains est ce qu'on appelle le microclimat (ensemble des conditions climatiques particulières sur une petite surface d'un couvert végétal). Chacun de ces climats crée des différences pour la production agricole. L'agrométéorologiste s'intéressera donc aux facteurs de chaque microclimat et se préoccupera de l'amélioration quantitative et qualitative de la production végétale en conseillant à l'agriculteur sur les mesures pour optimiser les conditions sur chacun d'eux.